# 信濃飯田藩
飯田藩（いいだはん、信濃飯田藩）は、信濃国伊那郡南部（現在の長野県飯田市追手町）に存在した藩。藩庁は飯田城に置かれた。

## 概要
飯田は戦国時代、武田家の家臣・秋山虎繁、徳川家の家臣・菅沼定利、毛利秀頼（斯波氏の一族）が治めていた。文禄2年（1593年）に秀頼が死去すると、その娘婿であった京極高知が跡を継いだ。慶長5年（1600年）の関ヶ原の戦いで高知は東軍に与して本戦で戦功を挙げたことにより、丹後宮津藩へ加増移封された。代わって慶長6年（1601年）、下総古河藩から小笠原秀政が5万石で入るが、慶長18年（1613年）に信濃松本藩へ移封され、飯田藩は廃藩となり、幕府領とされた。
元和3年（1617年）、伊予大洲藩より脇坂安元（脇坂安治の子）が5万5000石で入る。安元の跡は脇坂安政が継いだが、叔父の脇坂安総に2000石分知し、寛文12年（1672年）に播磨龍野藩へ移封され、代わって堀親昌が下野烏山藩から2万石で入部した。しかし堀氏の藩政は財政窮乏により早くから不安定であり、藩財政は御用達から借り上げることによって賄われるという「御定借」体制であった。このため、宝暦12年（1762年）には藩政改革反対一揆、文化6年（1809年）にも同様の騒動が起きている。
第10代藩主・堀親寚は水野忠邦の天保の改革で幕閣の一人となり、奏者番・寺社奉行・若年寄・老中などを歴任して7000石を加増されたが、水野失脚に伴い7000石は収公の上、本高3000石も減封され、その分は陸奥白河藩領に加えられた。
また幕末期には、常陸水戸藩の武田耕雲斎の天狗党に対して何の対処もとらず、清内路関所の通行阻止も懈怠したため、幕府から2000石を減封され、その分は旗本・千村平右衛門の預地に加えられた。第11代藩主・親義は、京都見廻役をつとめている。戊辰戦争では新政府に恭順した。
明治4年7月、廃藩置県により廃藩となって飯田県、同年11月には筑摩県、明治9年（1876年）8月には長野県に編入された。

## 歴代藩主

### 小笠原家
5万石 譜代 （1601年 - 1613年）
1. 小笠原秀政（ひでまさ） 従五位下 兵部大輔 （小笠原貞慶の長男）

### 幕府領
（1613年 - 1617年）

### 脇坂家
5万5000石→5万3000石 外様→譜代 （1617年 - 1672年）
1. 脇坂安元（やすもと） 従五位下 淡路守 （脇坂安治の次男）
2. 脇坂安政（やすまさ） 従五位下 中務少輔 （武蔵川越藩主堀田正盛の次男）

### 堀家
2万石→2万7000石→1万7000石→1万5000石 外様→譜代 （1672年 - 1871年）
1. 堀親昌（ちかまさ） 従五位下 美作守 （堀親良の長男）
2. 堀親貞（ちかさだ） 従五位下 周防守 （堀親昌の長男）
3. 堀親常（ちかつね） 従五位下 周防守 （近藤重信の長男）
4. 堀親賢（ちかかた） 従五位下 大和守 （堀親昌の弟・堀親智の孫）
5. 堀親庸（ちかのぶ） 従五位下 若狭守 （堀親賢の長男）
6. 堀親蔵（ちかただ） 従五位下 大和守 （堀親賢の次男）
7. 堀親長（ちかなが） 従五位下 大和守 （堀親蔵の長男）
8. 堀親忠（ちかただ） 従五位下 山城守 （堀親長の長男）
9. 堀親民（ちかたみ） 従五位下 大和守 （堀親長の四男）
10. 堀親寚（ちかしげ） 従四位下 大和守 侍従 （堀親長の五男）（寚はウ冠＋王＋缶）
11. 堀親義（ちかよし） 従五位下 石見守 （堀親寚の次男）
12. 堀親広（ちかひろ） 従五位下 美濃守 （堀親良の三男・堀親泰の曾孫・堀親因の子）

## 幕末の領地
- 信濃国
  - 伊那郡のうち - 25村

中村 (348石8斗1升5合0勺0才2撮)・牛牧村 (163石2斗1升0合2勺9才7撮)・上黒田村 (366石3斗3升8合0勺1才3撮)・座光寺村 (2049石6斗6升1合6勺2才1撮)・下黒田村 (983石7斗0升5合3勺2才2撮)・飯沼村 (1209石8斗7升8合6勺6才2撮)・別府村 (1066石2斗0升9合7勺1才7撮)・南条村 (362石9斗8升3合0勺0才2撮)・上飯田村 (2371石6斗5升3合0勺7才6撮)・山村 (2231石6斗2升0合1勺1才7撮)・柿木島村 (127石3斗3升5合9勺9才9撮)・名古熊村 (35石9斗4升6合3勺5才0撮)・一色村 (238石6斗7升9合0勺0才1撮)・北方村 (1073石7斗4升1合9勺4才3撮)・大瀬木村 (1048石0斗1升4合2勺8才2撮)・上殿岡村 (234石4斗9升4合3勺3才9撮)・下殿岡村 (501石0斗1升4合9勺8才4撮)・島田村 (2809石2斗7升8合5勺6才4撮)・毛賀村 (697石6斗1升9合0勺1才9撮)・駄科村 (1097石1斗2升0合6勺0才5撮)・長野原村 (259石5斗6升2合6勺8才3撮)・桐林村 (884石0斗6升8合3勺5才9撮)・時又村 (359石0斗8升6合9勺7才5撮)・上川路村 (319石7斗0升9合0勺1才5撮)・三日市場村 (708石9斗0升2合7勺1才0撮)	

## 関連書籍
- 鈴川博『消された飯田藩と江戸幕府』南信州新聞社